# Gênesis 1:5
Gênesis 1:5 é o quinto versículo do primeiro capítulo de Gênesis, que é o primeiro livro da Bíblia Hebraica ou Bíblia cristã. Contém notas da criação da luz por Deus.
| “ | Chamou Deus à luz Dia, e às trevas chamou Noite. Houve tarde e houve manhã, dia primeiro. Gênesis 1:5 (Tradução Brasileira) | ” |

## Língua Antiga

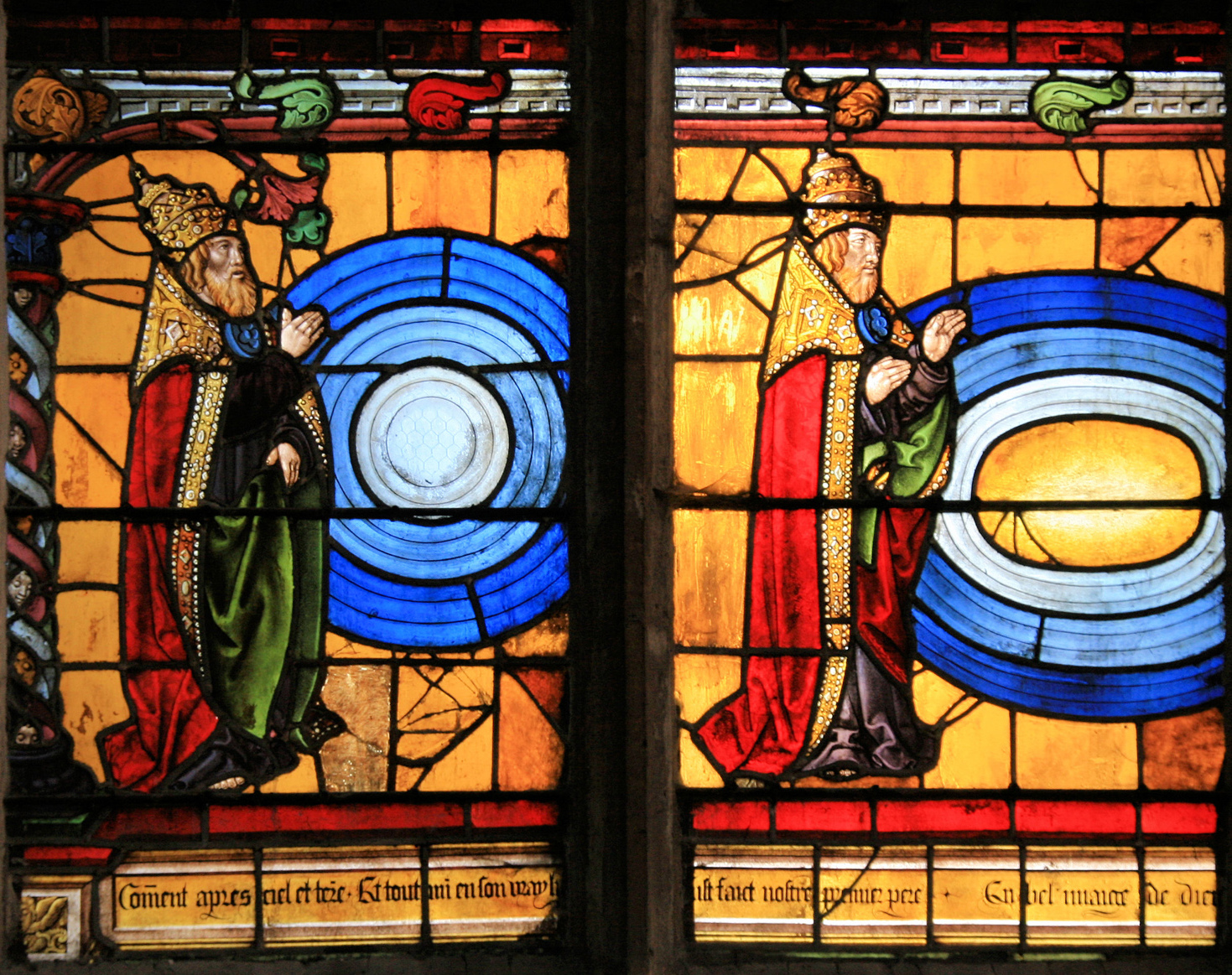
Pintura em Stained-glass que descreve a criação no primeiro dia, na Igreja Sainte-Madeleine, Troyes.

### Língua hebraica
Texto massorético
(da direita para a esquerda)::ויקרא אלהים ׀ לאור יום ולחשך קרא לילה ויהי־ערב ויהי־בקר יום אחד׃ פ
Transliteração
(da esquerda para a direita): Wa-yiq-rā ’ĕ-lō-hîm lā-’ō-wr yō-wm, wə-la-khō-sheḵ qā-rā lā-yə-lāh; way-hî-‘e-reḇ way-hî-ḇō-qer yō-wm ’e-khāḏ p̄.
Tradução literal:
Chamou Deus à luz Dia, e às trevas chamou Noite. Houve tarde e houve manhã, dia primeiro.

### Língua grega
Septuaginta
καὶ ἐκάλεσεν ὁ θεὸς τὸ φῶς ἡμέραν καὶ τὸ σκότος ἐκάλεσεν νύκτα καὶ ἐγένετο ἑσπέρα καὶ ἐγένετο πρωί ἡμέρα μία
Transliteração
kaì hekálesen ho Theòs tò phõs heméran kaì tò skótos hekálesen nýkta kaì hegéneto hespéra kaì hegéneto proí heméra mía
- Manuscritos antigos que contêm este versículo em grego são versões da Septuaginta que foram feitas por volta do século III a.C. As cópias preservadas incluem Papiro 12 (~ 285 d.C.), que contém Gênesis 1:1-5.

### Língua latina
Vulgata (século IV d.C.)
appellavitque lucem diem et tenebras noctem factumque est vespere et mane dies unus

## Língua portuguesa

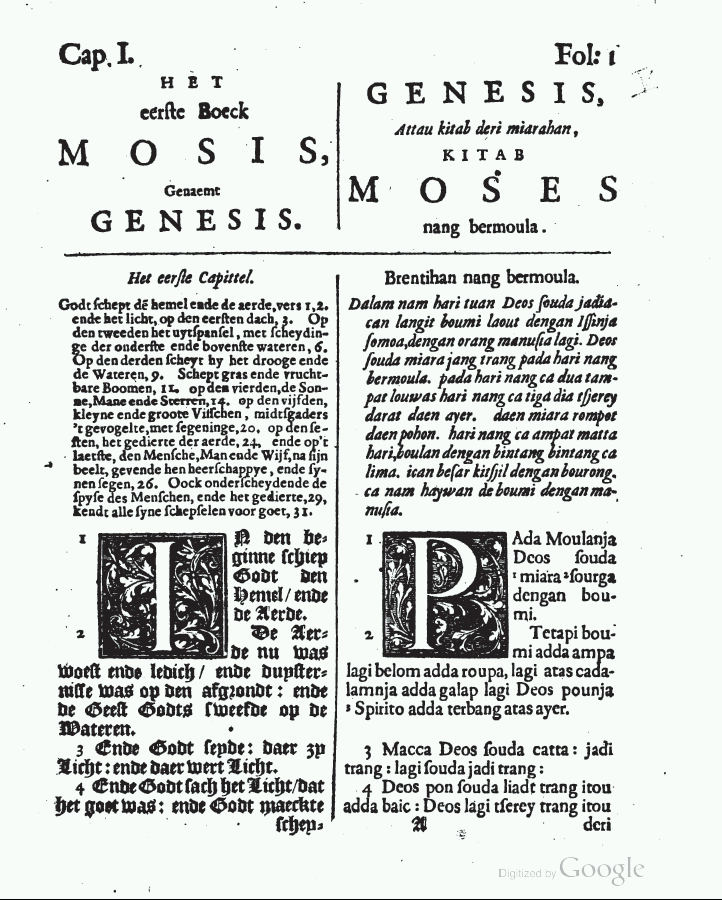
Gênesis 1, que foi traduzido pela primeira vez em malaio pelo Pr. Daniel Brouwerius (1662)

| Versão                              | Gênesis 1:5                                                                                 |
| ----------------------------------- | ------------------------------------------------------------------------------------------- |
| Tradução Brasileira (1917)          | Chamou Deus à luz Dia, e às trevas chamou Noite. Houve tarde e houve manhã, dia primeiro.   |
| Biblia Reina-Valera (1997)          | Chamou Deus à luz dia e, às trevas, chamou noite. Houve tarde e manhã, o primeiro dia.      |
| Almeida Revista e Atualizada (1999) | Chamou Deus à luz Dia e às trevas, Noite. Houve tarde e manhã, o primeiro dia.              |
| Almeida Corrigida Fiel (1994)       | E Deus chamou à luz Dia; e às trevas chamou Noite. E foi a tarde e a manhã, o dia primeiro. |
| Almeida Revista e Corrigida (2001)  | E Deus chamou à luz Dia; e às trevas chamou Noite. E foi a tarde e a manhã o dia primeiro.  |

## Língua estrangeira

### Inglês
Bíblia do Rei Jaime (1610)
And God called the light Day, and the darkness he called Night. And the evening and the morning were the first day.

### Língua indonésia
BIS (1985)
dan dinamakan-Nya terang itu "Siang" dan gelap itu "Malam". Malam lewat, dan jadilah pagi. Itulah hari yang pertama.